# 肖鲲
肖鲲（1995年12月15日—），男，汉族，湖南长沙人，中国职业足球运动员，司职中场，目前效力于中超球队青岛海牛，毕业于北京大学信息管理系。

## 生平
两岁半开始学习踢足球，五岁半接受正规的足球训练，中学就读于长沙市名校雅礼中学，2013年考入北京大学信息管理系。2017年，经试训加入刚刚升入中乙的苏州东吴。2019赛季，以118次的成功抢断获得当赛季的“中乙抢断王”。2020年，以自由身加盟上海上港。同年9月，转会四川九牛，球队后来更名为深圳新鹏城。2023赛季，随队获得中甲联赛冠军。2024年7月8日，转会重庆铜梁龙。2025年2月2日，转会青岛海牛。

## 相关链接
Soccerway資料庫：肖鲲 